# Tiago Valentim de Lima
Tiago Valentim de Lima, detto Tiagão (7 marzo 1981), è un ex cestista brasiliano.

## Carriera
Con il Brasile ha disputato i Campionati americani del 2001.